# Svenska mästerskapen i dressyr 2005
Svenska mästerskapen i dressyr 2005 avgjordes på Ericsbergs slott i Katrineholms kommun. Tävlingen var den 55:e upplagan av Svenska mästerskapen i dressyr.

## Resultat
| Placering | Ryttare           | Häst                |
| --------- | ----------------- | ------------------- |
| 1         | Jan Brink         | Björsells Briar 899 |
| 2         | Tinne Vilhelmsson | Just Mickey         |
| 3         | Lotta Wallin      | Lafayette           |